# Политехника (профессиональный колледж)
Политехника — среднее специальное учебное заведение, профессиональный колледж в городе Кривой Рог.

## История
На базе горнорудной профтехшколы, действовавшей с 1921 года на станции Вечерний Кут, 28 ноября 1929 года официально начал работу Криворожский железорудный техникум, став первым средним специальным учебным заведением города.
В 1931 году переименован в Криворожский горнорудный техникум. В 1932 году 70 человек получили первые дипломы.
В 1941 году техникум был эвакуирован в город Нижний Тагил на Урале, где влился в Нижнетагильский горно-металлургический техникум как отдельное учебное отделение. С февраля 1944 года техникум возобновил работу в Кривом Роге.
В 1950-х годах был построен новый учебный корпус по проспекту Карла Маркса № 66.
В 1955 году реорганизован в Криворожский горно-металлургический техникум, с 1961 года — Криворожский техникум рудничной автоматики, с 1988 года — Украинский заочный политехнический техникум, с 1999 года — Украинский политехнический техникум.
22 марта 2021 года переименован в «Профессиональный колледж "Политехника"» Государственного университета экономики и технологий.
Ликвидирован 13 ноября 2023 года путём слияния с Криворожским металлургическим профессиональным колледжем и Криворожским техническим профессиональным колледжем в Технологический профессиональный колледж Государственного университета экономики и технологий.

## Характеристика
По состоянию на 1969 год в техникуме были дневное и вечернее отделения. Проходило обучение 2700 специалистов по подземной разработке рудных и нерудных месторождений, горной электромеханике, электрооборудованию промышленных предприятий и установок, горному машиностроению и обработке металлов резанием. Техникум был опорно-показательным в Кривбассе.
До 1969 года техникум выпустил более 7000 специалистов. До 1969 года техникум выпустил более 25 000 специалистов, среди которых 187 для 20 стран мира.
Директора:
- Кузниченко В. Г. (1929—1931);
- Цюцюра А. К. (1931—1932);
- Беспалько М. С. (1932—1934);
- Журавлёв П. В. (1934—1937);
- Портной М. Ю. (1937—1938);
- Фёдоров К. Ф. (1938—1940);
- Корогод В. М. (1940—1945);
- Пашков Павел Семёнович (1945—1966);
- Падалко В. С. (1966—1978);
- Швец М. И. (1978—1980);
- Мироненко Владимир Михайлович (с 1980).

Среди выпускников были Герои Советского Союза Борис Глинка (1937) и Василий Коломоец (1938); Герои Социалистического Труда Дмитрий Свинаренко (1933), Артём Статкевич (1938), Александр Высоцкий (1956), Василий Колпак, Яков Косогов, Андрей Денисенко (1964), Антон Солодуха (1971), Иван Кравцов (1974), Андрей Петрук; видные деятели горнорудной промышленности Олег Храпко (1950), Виктор Демешко (1973).